# Aéroport de Kokkola-Pietarsaari
L'aéroport de Kokkola-Pietarsaari (suédois : Karleby-Jakobstad flygplats finnois : Kokkola-Pietarsaaren lentoasema, code IATA : KOK • code OACI : EFKK) est un aéroport situé à Kronoby, en Finlande.

## Situation
Il est situé à 19 km du centre ville de Kokkola et à 30 km de celui de Jakobstad sur la route régionale 748.
| \| 50 km1:2 811 000 \| Enontekiö Helsinki-Malmi Helsinki-Vantaa Ivalo Joensuu Jyväskylä Kajaani Kemi-Tornio Kittilä Kokkola-Pietarsaari Kuopio Kuusamo Lappeenranta Mariehamn Oulu Pori Rovaniemi Savonlinna Tampere Turku Vaasa Varkaus |
| 50 km1:2 811 000 |

## Compagnies et destinations
| Compagnies        | Destinations                   |
| ----------------- | ------------------------------ |
| Amapola Flyg      | Stockholm-Arlanda              |
| Finnair           | Helsinki-Vantaa, Kemi (Tornio) |
| Freebird Airlines | En saison charter: Antalya     |

Édité le 24/02/2020  Actualisé le 01/03/2023

## Trafic
Pour des raisons techniques, il est temporairement impossible d'afficher le graphique qui aurait dû être présenté ici.

Voir la requête brute et les sources sur Wikidata.
En 2013, il a accueilli environ 68 991 passagers.
| Année | Domestique | International | Total  | Variation |
| ----- | ---------- | ------------- | ------ | --------- |
| 2005  | 84 548     | 13 967        | 98 515 | −0,8 %    |
| 2006  | 85 798     | 12 378        | 98 176 | −0,3 %    |
| 2007  | 84 615     | 11 402        | 96 017 | −2,2 %    |
| 2008  | 88 008     | 10 315        | 98 323 | +2,2 %    |
| 2009  | 81 634     | 10 563        | 92 197 | −6,2 %    |
| 2010  | 76 979     | 3 202         | 80 181 | −13,0 %   |
| 2011  | 87 384     | 7 300         | 94 684 | +18,1 %   |
| 2013  | 51 790     | 17 201        | 68 991 | -20,8 %   |
| 2014  | 48 478     | 20 191        | 68 669 | −0,5 %    |
| 2015  | 69 534     | 18 505        | 88 039 | +28,2 %   |
| 2016  | 69 433     | 19 333        | 88 766 | +0,8 %    |
| 2017  | 60 681     | 19 138        | 79 819 | −10,1 %   |
| 2018  | 57 286     | 11 350        | 68 636 | −14,0 %   |
| 2019  | 51 316     | 4 797         | 56 113 | −18,2 %   |
| 2020  | 9 054      | 114           | 9 168  | −83,7 %   |